# Pakisztáni labdarúgó-válogatott
A pakisztáni labdarúgó-válogatott Pakisztán nemzeti csapata, amelyet a pakisztáni labdarúgó-szövetség irányít, amely az Ázsiai Labdarúgó-szövetség tagja.
A pakisztáni labdarúgó-válogatott még sohasem kvalifikálta magát a labdarúgó-világbajnokságra, illetve az Ázsia Kupára sem annak ellenére, hogy a szövetség már Pakisztán függetlenné válása óta (1948) tagja a Nemzetközi Labdarúgó-szövetségnek (FIFA) és azóta számos alkalommal indultak a selejtezőkön is. A sikertelenség részben a krikett és egyéb sportok népszerűségének, másrészt a labdarúgó-szövetség élettelen irányításának tulajdonítható.
Pakisztán Ázsia jobb csapatai közé tartozott, azonban az 1960-as évek végétől a befektetések és az infrastruktúra hiánya miatt rendre hátrébb és hátrébb csúsztak a ranglétrán.
Napjainkban mind a Pakisztáni labdarúgó-szövetség, mind az állam egyre több figyelmet és pénzt fordít a labdarúgás fellendítésére. 2005 év végén egy bahreini edző, Salman Ahmed Sharida és a Bahreini labdarúgó-szövetség segítette a válogatottat a stabilitási és fejlődési célok megvalósításában, az erőnlét növelése és a csapatmunka-szellem kialakítását illetően.
2005. december 7-én a Fulham védője, Zeshan Rehman (ma már a Queens Park Rangersben játszik) pályára lépett a pakisztáni nemzeti labdarúgó-válogatottban, így vált az első olyan pakisztáni játékossá, aki profi bajnokságban szerepel. A Pakisztáni labdarúgó-szövetség jelenlegi célja, hogy minél több pakisztáni játékos játsszon külföldi bajnokságokban, ahol egyrészt tapasztalatokra tehetnek szert, másrészt a nemzetközi porondon népszerűsítik a pakisztáni labdarúgást.
A pakisztáni labdarúgó-válogatott legnagyobb sikereit a Dél-ázsiai Játékokon érte el, amelyet négy alkalommal megnyert. 2009. február 21-én Kottán György lett a szövetségi kapitány, aki 2010-ig irányította a válogatottat.

## Utolsó és következő mérkőzés
- Utolsó mérkőzés:  Irak 0-0 Pakisztán  - 2007. október 28., Aleppo, Szíria.
- Következő mérkőzés: Nincs időpont.

## Világbajnoki szereplés
- 1930 - 1986: Nem indult. (1947-ig a Brit Birodalom része volt.)
- 1990 - 2018: Nem jutott be.

## Ázsia-kupa
- 1956 - Visszalépett.
- 1960 - Nem jutott be.
- 1964 - Nem indult.
- 1968 - Nem jutott be.
- 1972 - Nem indult.
- 1976 - Visszalépett.
- 1980 - Nem indult.
- 1984 - 2015 - Nem jutott be.

## Dél-ázsiai Labdarúgó-szövetség Kupa (SAFF)
- 1993 - 4. hely
- 1995 - 1. forduló
- 1997 - Bronzérmes
- 1999 - 1. forduló
- 2003 - 4. hely
- 2005 - Elődöntő

## AFC Challenge Kupa
- 2006 - 1. forduló

## Dél-ázsiai Játékok
- 1984: Nem indult.
- 1985: 4. hely
- 1987: Bronzérmes
- 1989: Aranyérmes
- 1991: Aranyérmes
- 1993: Csoportkörben kiesett.
- 1995: Visszalépett.
- 1999: Csoportkörben kiesett.
- 2004: Aranyérmes
- 2006: Aranyérmes

## 2010-es játékoskeret
A 2010-es labdarúgó-világbajnokság ázsiai-selejtezőjének 1. fordulójában, Irak nemzeti labdarúgó-válogatottja elleni mérkőzésekre nevezett pakisztáni labdarúgók listája.
| Szám | Poszt | Név              | Születési dátum / Kor | Válogatottság | Gólok | Klub                |
| ---- | ----- | ---------------- | --------------------- | ------------- | ----- | ------------------- |
| 1    | K     | Iltaf Ahmed      |                       | 1             | 0     | nincs               |
| 2    | V     | Tanveer Ahmed    | 1976. április 15.     |               |       | WAPDA FC            |
| 3    | V     | Zeshan Rehman    | 1984. október 14.     | 6             | 0     | Queens Park Rangers |
| 4    | V     | Mehmood Khan     | 1983. január 6.       |               |       | NBP FC              |
| 5    | V     | Samar Ishaq      | 1986. január 1.       |               |       | KRL FC              |
| 6    | KP    | Imran Niazi      | 1985. november 17.    |               |       | WAPDA FC            |
| 7    | KP    | Abbas Ali        | 1990. szeptember 3.   | 5             | 0     | NBP FC              |
| 8    | V     | Muhammad Irfan   | 1984. június 5.       |               |       | PIA FC              |
| 9    | KP    | Farooq Shah      | 1985. október 19.     |               |       | KRL FC              |
| 10   | CS    | Muhammad Essa    | 1983. november 20.    | 42            | 18    | KRL FC              |
| 11   | CS    | Assad Ahmed      |                       |               |       | nincs               |
| 12   | CS    | Azeem Razwan     | 1986. május 28.       | 0             | 0     | IFK Malmö           |
| 13   | KP    | Adnán Ahmed      | 1984. június 7.       | 11            | 4     | Ferencváros         |
| 14   | KP    | Shahid Ahmed     | 1983. november 20.    |               |       | KRL FC              |
| 15   | V     | Adam Docker      | 1985. november 17.    | 0             | 0     | Porthmadog          |
| 16   | CS    | Muhammad Qasim   | 1987. augusztus 20.   |               |       | KRL FC              |
| 17   | KP    | Amjad Iqbal      | 1979. szeptember 23.  | 2             | 0     | Farsley Celtic      |
| 18   | K     | Aamir Gul        |                       |               |       | NBP FC              |
|      | K     | Muhammad Shahzad | 1983. augusztus 25.   |               |       | HBL FC              |
|      | V     | Naveed Akram     | 1984. május 16.       |               |       | WAPDA FC            |
|      | V     | Yasir Sabir      | 1986. december 12.    |               |       | NBP FC              |
|      | KP    | Adeel Ahmed      | 1983. április 25.     |               |       | KRL FC              |

## Híres játékosok
- Jaffar Khan
- Sarfraz Rasool
- Zeshan Rehman
- Muhammad Essa
- Haroon Yousaf
- Gohar Zaman
- Abdul Ghafoor
- Adnán Ahmed
- Tanveer Ahmed

1. ↑  The FIFA/Coca-Cola World Ranking. FIFA
2. ↑  World Football Elo Ratings. eloratings.net